# Haploembia palaui
Haploembia palaui is een insectensoort uit de familie Oligotomidae, die tot de orde webspinners (Embioptera) behoort. De soort komt voor in Spanje, met name de Balearen, en op de Cycladen.
Haploembia palaui is voor het eerst wetenschappelijk beschreven door Stefani in 1955.